# Ana de Espinosa y Espinosa
Ana de Espinosa y Espinosa (Madrid, 1574-1653), de nom religiós Ana de Santa Inés, va ser una religiosa agustina recol·lecta castellana, priora del Reial Monestir de Santa Isabel de Madrid durant 33 anys.
Va néixer a Madrid el 1574, filla de Juan de Espinosa i María de Espinosa, veïns de Madrid. Prengué l'hàbit de religiosa de les agustines recol·lectes al convent de Santa Ana el 24 de desembre de 1589, una de les primeres religiosa que van rebre'l de la mà de fra Alonso de Orozco. Va viure en aquell monestir fins al seu trasllat al de Santa Isabel, on va professar el 28 de desembre de 1590 de mans de Pedro de Rojas, provincial de la província de Castella i en presència de la priora Juana de la Visitación. Allà va exercir el càrrec de priora durant 33 anys, en substitució de la fundadora Mariana de San José, essent un model de virtut i penitència. Durant el seu mandat també va aprovar, juntament amb altres alts càrrecs religiosos, els plànols de l'església del convent. Va morir el 1653, després de 64 anys com a religiosa.